# Just Can't Get Enough (bài hát của Depeche Mode)
"Just Can't Get Enough" là ca khúc của ban nhạc người Anh Depeche Mode. Ca khúc được lựa chọn làm đĩa đơn thứ hai trích từ album Speak and Spell (1981) của ban nhạc. Ca khúc được thu âm chủ yếu trong màu hè 1981 tại Blackwing Studios, và trở thành đĩa đơn đầu tiên của ban nhạc được phát hành tại Mỹ vào năm 1982. Đây cũng là đĩa đơn cuối cùng của Depeche Mode được sáng tác bởi thành viên sáng lập, Vince Clarke, người chia tay ban nhạc từ tháng 11 năm 1981.
Ấn bản đĩa đơn của "Just Can't Get Enough" tại Anh có độ dài bằng với ấn bản album. Tuy nhiên ấn bản 12" với phần bổ sung "Schizo Mix" có độ dài lớn hơn nhiều. Ấn bản này được phát hành trong ấn bản album Speak and Spell tại Mỹ, ấn bản tái bản của album tại Anh, cùng các album tuyển tập The Singles 81→85 và Remixes 81–04.
Ca khúc mặt B của đĩa đơn, "Any Second Now", là nhạc phẩm không lời đầu tiên của Depeche Mode được phát hành thương mại. Ấn bản có lời với phần hát của Martin Gore được đưa vào trong album dưới tên "Any Second Now (Voices)", ngoài ra còn có ấn bản remix có tên "Altered". Tại Mỹ, ca khúc được chọn ở mặt B là "Tora! Tora! Tora!". Trong album, ca khúc này được nối với ca khúc "Photographic", nhưng nó được đứng riêng trong ấn bản đĩa đơn.
Ca khúc đạt vị trí số 8 tại UK Singles Chart ở Anh và 26 tại Hot Dance Club Play ở Mỹ, trở thành đĩa đơn thành công nhất của ban nhạc tính tới thời điểm đó. Đây cũng là đĩa đơn thành công nhất của Depeche Mode ở Úc với vị trí số 4.

## Danh sách đĩa nhạc
7": Mute/7Mute16 (UK)
1. "Just Can't Get Enough"– 3:45
2. "Any Second Now"– 3:08

12": Mute/12Mute16 (UK)
1. "Just Can't Get Enough (Schizo Mix)"– 6:46
2. "Any Second Now (Altered)"– 5:43

CD: Mute/CDMute16 (D)1
1. "Just Can't Get Enough (Schizo Mix)"– 6:46
2. "Any Second Now (Altered)"– 5:43
3. "Just Can't Get Enough (7" Version)"– 3:45

CD: Mute/CDMute16 (UK)2
1. "Just Can't Get Enough"– 3:45
2. "Any Second Now"– 3:08
3. "Just Can't Get Enough (Schizo Mix)"– 6:46
4. "Any Second Now (Altered)"– 5:43

7": Sire/SRE50029 (US)
1. "Just Can't Get Enough"– 3:45
2. "Tora! Tora! Tora!"– 4:17

Ghi chú
- 1:CD phát hành năm 1988
- 2:CD phát hành năm 1991
- Toàn bộ các ca khúc được sáng tác và biên soạn bởi Vince Clarke ngoại trừ "Tora! Tora! Tora!", sáng tác bởi Martin Gore.

## Xếp hạng
| Bảng xếp hạng (1981–1982)            | Vị trí cao nhất |
| ------------------------------------ | --------------- |
| Australia (Kent Music Report)        | 4               |
| Belgium (VRT Top 30 Flanders)        | 11              |
| France (SNEP)                        | 31              |
| Ireland (IRMA)                       | 16              |
| New Zealand (Recorded Music NZ)      | 29              |
| Spain (AFYVE)                        | 15              |
| Thụy Điển (Sverigetopplistan)        | 14              |
| UK Singles (Official Charts Company) | 8               |
| US Billboard Hot Dance Club Play     | 26              |

| Bảng xếp hạng (1985)      | Vị trí cao nhất |
| ------------------------- | --------------- |
| Bỉ (Ultratop 50 Flanders) | 8               |
| Hà Lan (Dutch Top 40)     | 5               |
| Hà Lan (Single Top 100)   | 10              |

| Bảng xếp hạng(2011)                | Vị trí cao nhất |
| ---------------------------------- | --------------- |
| Scotland (Official Charts Company) | 26              |
| UK (Official Charts Company)       | 74              |

| Bảng xếp hạng (2013) | Vị trí cao nhất |
| -------------------- | --------------- |
| Pháp (SNEP)          | 146             |

| Quốc gia | Chứng chỉ |
| -------- | --------- |
| Anh      | Bạc (BPI) |